# Karsta Lowe
Karsta Lowe est une joueuse de volley-ball américaine née le 2 février 1993 à San Diego (Californie). Elle mesure 1,93 m et joue au poste d'attaquante. Elle totalise 34 sélections en équipe des États-Unis.

## Clubs
| Club                                  | De        | À         |
| ------------------------------------- | --------- | --------- |
| University of California, Los Angeles | 2011-2012 | 2013-2014 |
| Changas de Naranjito                  | 2015-2015 | 2015-2015 |
| Futura Volley Busto Arsizio           | 2015-2016 | 2015-2016 |
| Beijing Volleyball                    | 2016-2017 | …         |

## Palmarès

### Équipe nationale
- Jeux olympiques
  -  2016 à Rio de Janeiro.
- Grand Prix mondial
  - Vainqueur : 2015.
  - Finaliste : 2016.
- Championnat d'Amérique du Nord
  - Vainqueur : 2015.

### Distinctions individuelles
- Grand Prix mondial de volley-ball 2015: MVP[2].